# Baby Snakes
Baby Snakes — музичний альбом Френка Заппи. Виданий року лейблом Rykodisc. Загальна тривалість композицій становить 36 хв : 13 с. Альбом відносять до напрямків Хард-рок, прогресив-рок, артрок.

## Список пісень
1. Intro Rap/Baby Snakes — 2:22
2. Titties & Beer — 6:13
3. The Black Page #2 — 2:50
4. Jones Crusher — 2:53
5. Disco Boy — 3:51
6. Dinah-Moe Humm — 6:37
7. Punky's Whips — 11:29